# Glikogenoliza

Glikogen.
Kolor szary – reszty glukozy połączone wiązaniami α-1,4-glikozydowymi; kolor zielony – reszty glukozy przyłączone w punktach rozgałęzienia wiązaniami α-1,6-glikozydowymi; kolor czerwony – skrajne reszty glukozy, od których zaczyna się degradacja glikogenu podczas glikogenolizy

Glukozo-1-fosforan – pierwszy, przejściowy produkt glikogenolizy

Glukozo-6-fosforan – końcowy produkt glikogenolizy w mięśniach

Glukoza – końcowy produkt glikogenolizy w wątrobie i nerkach

Glikogenoliza – proces rozkładu glikogenu do glukozy (w wątrobie i nerkach) lub
glukozo-6-fosforanu (w mięśniach szkieletowych). Jest ważnym procesem, który może szybko dostarczyć organizmowi glukozę lub jej fosforan w odpowiedzi na nagłe zapotrzebowanie na energię.

## Regulacja
Glikogenoliza nasila się, gdy maleje stężenie ATP i glukozy w komórce – w wątrobie w okresie głodu, a w mięśniach w okresie intensywnego wysiłku. Fosforylaza glikogenowa jest hamowana allosterycznie przez glukozę, glukozo-6-fosforan i ATP.
Proces pobudzany jest również przez hormony: przez adrenalinę (w wątrobie i mięśniach), glukagon (w wątrobie) i trójjodotyroninę (w wątrobie).

## Przebieg procesu
Glikogen jest polisacharydem zbudowanym z rozgałęziających się łańcuchów glukozy. W odcinkach prostych reszty glukozy połączone są wiązaniami α-1,4-glikozydowymi, a w rozgałęzieniach występują dodatkowo wiązania α-1,6-glikozydowe. Powstaje w procesie glikogenogenezy.
Glikogenoliza nie jest prostym odwróceniem glikogenogenezy, gdyż przebiega z udziałem innych enzymów i inne są produkty pośrednie. W glikogenolizie biorą udział 2 enzymy: fosforylaza glikogenu i enzym usuwający rozgałęzienia, który wykazuje dwie niezależne aktywności enzymatyczne – transferazy i glukozydazy.
Pierwszym etapem glikogenolizy jest usuwanie kolejnych reszt glukozy na końcach łańcuchów o długości >4 jednostek. Proces ten może zachodzić równocześnie w wielu miejscach cząsteczki glikogenu. Katalizuje go fosforylaza glikogenu, a uwalnianymi monomerami są ufosforylowane w pozycji 1 cząsteczki glukozy. Reakcja zachodzi do momentu, gdy do miejsca rozgałęzienia pozostają 4 reszty glukozy, jej dalszy przebieg jest niemożliwy ze względu na przestrzenne wymagania fosforylazy. Gdy oba łańcuchy za rozgałęzieniem zostają skrócone do 4 reszt, do akcji wkracza enzym usuwający rozgałęzienia. Najpierw przenosi 3 reszty glukozowe z jednego łańcucha na drugi – działa wówczas jako α-[1,4]→α-[1,4] transferaza glukanowa. W wyniku tej reakcji jeden z łańcuchów zostaje wydłużony, a drugi skrócony do 1 reszty glukozy.
Enzym usuwający rozgałęzienia działa następnie jako amylo-1,6-glukozydaza i odłącza wolną cząsteczką glukozy, pozostawiając prosty łańcuch oligoglukozowy podatny na dalszą degradacją z udziałem fosforylazy glikogenu. W procesie tym ok. 7% glikogenu przekształcane jest bezpośrednio w glukozę.
Glukozo-1-fosforan generowany przez fosforylazę glikogenu jest substratem dla fosfoglukomutazy, która w odwracalnej reakcji przekształca go w glukozo-6-fosforan.
Dalszy los glukozo-6-fosforanu zależy od miejsca, w którym zachodzi glikogenoliza. W wątrobie i nerkach obecna jest glukozo-6-fosfataza, defosforylująca ten związek do wolnej glukozy, która przedostaje się do krwiobiegu.
Komórki mięśni nie zawierają glukozo-6-fosfatazy i glukozo-6-fosforan staje się tam źródłem energii w beztlenowej glikolizie. Może też zostać wykorzystany jako substrat do odtworzenia glikogenu w glikogenogenezie.